# Corre La Licorne

Corre La Licorne (Корр Ла Лікорн) — з 1901 року французький виробник автомобілів та тракторів. Штаб-квартира розташована в місті Леваллуа-Перре. У 1942 році компанію купує фірма Bugatti. У 1949 році компанію купує фірма Berliet, і виробництво автомобілів припинилося.

## Жан-Марі Корр
Жан-Марі Корр був завзятим велосипедистом, і постійно брав участь у різних веломарафонах, покрутити педалі на відстань в 1000—1200 км було для нього нормальним явищем. У 1895 році, коли йому стукнуло 31, він вирішив сам виробляти велосипеди, новинкою стала поява велосипеда з рамою з алюмінієвих сплавів. Але вже через 3 роки Корр, що захоплювався механікою, будує автомобіль з переднім розташуванням мотора, який був куплений у «Де Діон», цю конструкцію Корр продає фірмі «Де Діон».

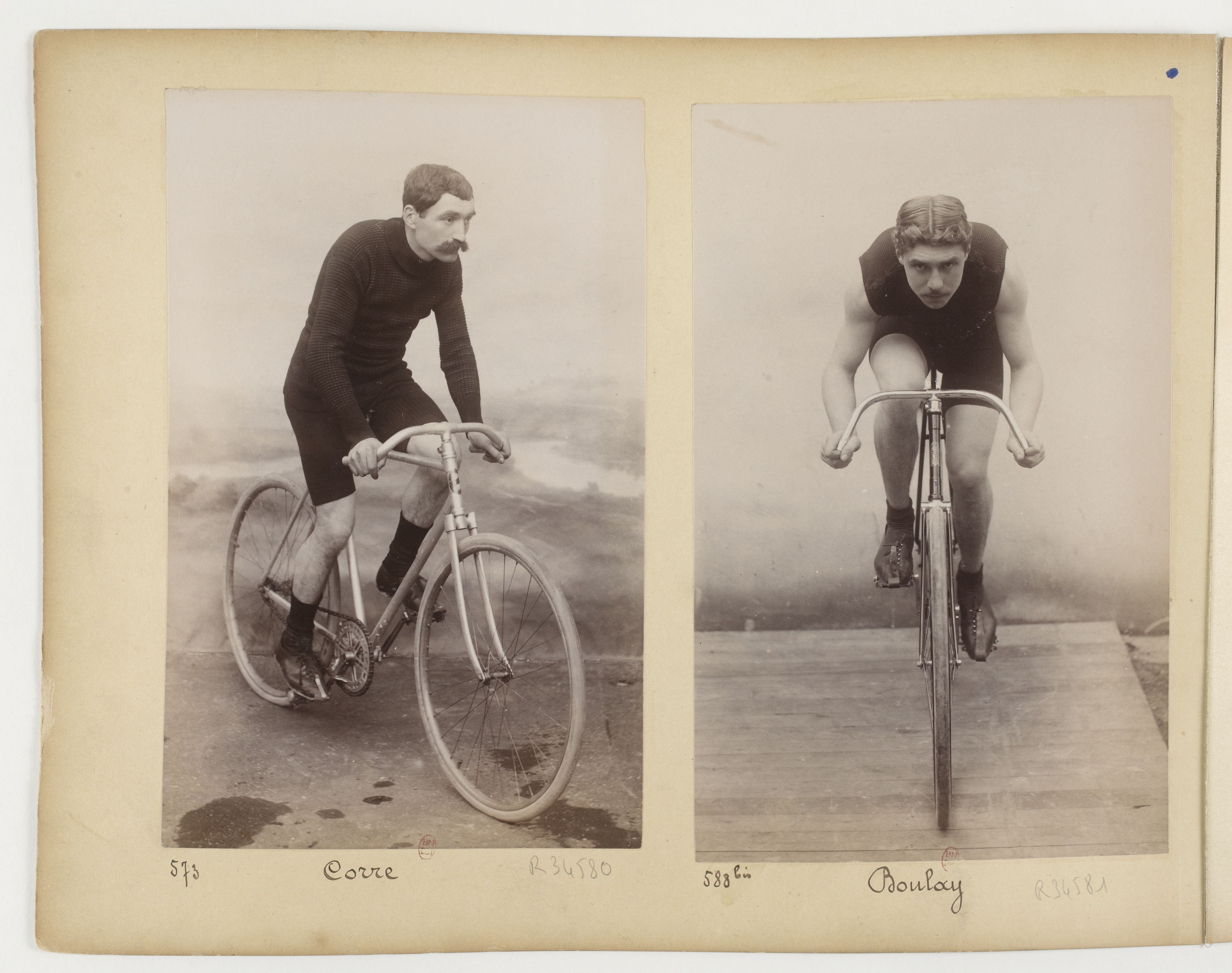
Жан-Марі Корр (зліва)

У 1899 році він починає будувати трицикли і квадроцикли з одноциліндровими моторами, які поставляли йому фірми De Dion і Chapuis-Dornier («Шапюї-Дорньє»), продаав він цю продукцію під маркою Fouillaron.
Паралельно Koph починає продавати як агент машини марок Peugeot, De Dion-Bouton і Renault. 
У 1900 році він будує автомобіль, який, на його думку, мав більш надійну і досконалу конструкцію, ніж автомобілі марок, які він представляв, але використовуючи при цьому вузли цих же самих «ненадійних» машин. Корр виставляє свою машину на гонки Париж-Тулуза-Париж, які проходили в кінці липня, проте, не дивлячись на впевненість у своїй конструкції, до фінішу він не добирається, а виграє перегони Луї Рено на автомобілі марки «Рено».

## Заснування компанії. Автомобілі Corre
У 1901 році, не дивлячись на невдачі, Корр засновує власну автомобільну фірму «Compagnie française des Automobiles Corre», влаштувавшись в Леваллуа-Перре. Проте перший час він будує тільки машини для змагань. Так в 1901 році одноциліндровий автомобіль з двигуном від «Де Діон» виставляється на гонки Париж-Бордо, однак і цього разу Корр змушений був зійти з траси, а перемагає у цьому заході Фурньє на автомобілі марки Mors. У класі войтюреток, у якому якраз і виступав Корр, перше місце зайняв Марсель Рено, другий з трьох братів Рено (Луї був наймолодшим). Марсель Рено загине через 2 роки на злощасному марафоні Париж-Мадрид.

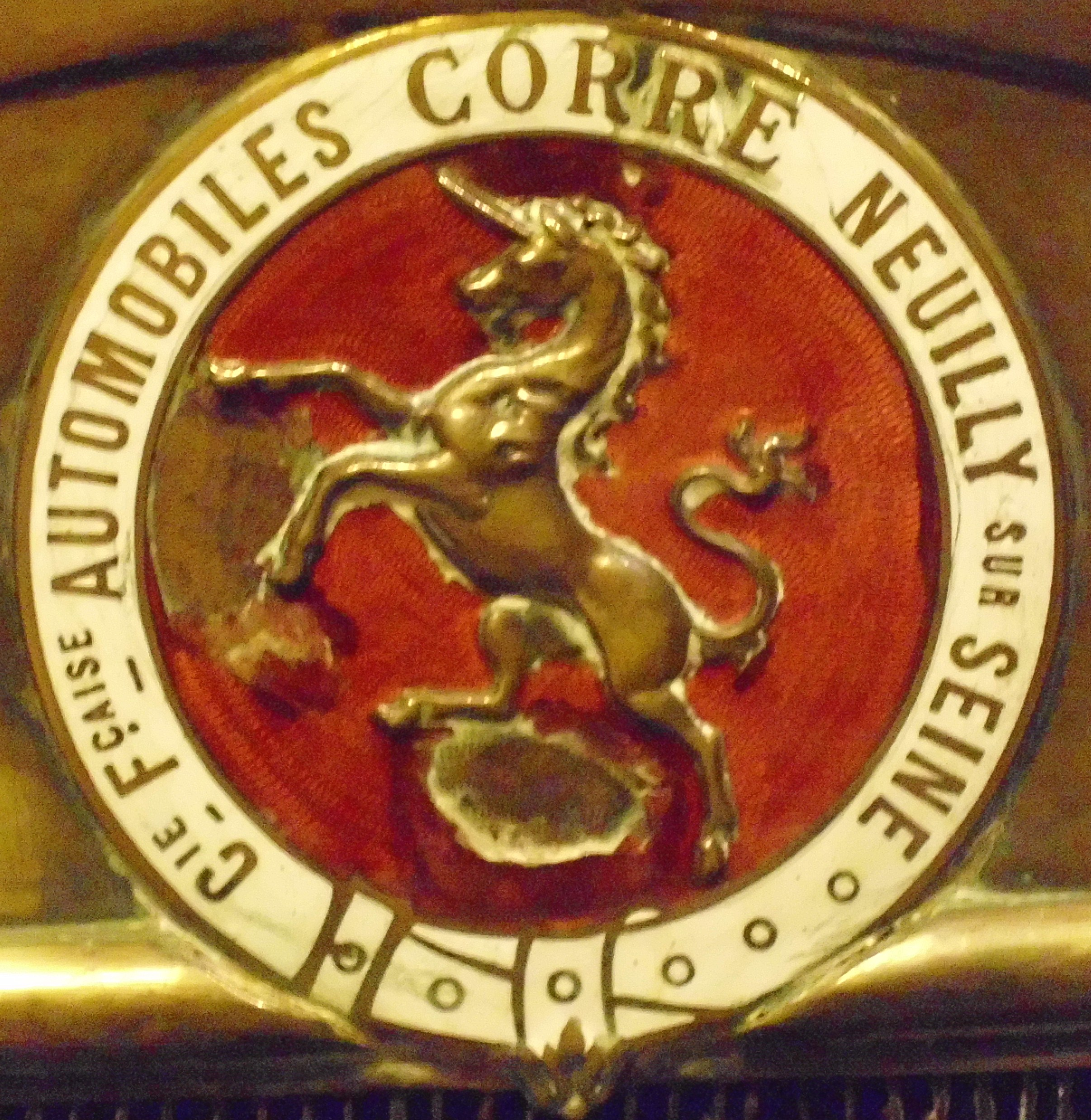
Логотип Corre

Жан-Марі був цілеспрямованим спортсменом, тому він не опускає руки. До марафону Париж-Берлін будується ще один автомобіль, його буде вести Морін, і від іншої машини вона відрізнялася наявністю кардана, у першої машини ж була ланцюгова передача. І тепер, коли вже дві машини були заявлені на участь, був досягнутий перший результат: Морін приходить 36 в загальному заліку, а машина Корра зійшла з дистанції після першого етапу гонок.
У 1902 році машини з 900-кубовим мотором, потужністю вже в 8 к.с., виставляються на змагання Circuit du Nord, Бушійе, який управляв машиною під номером 89, сходить з траси. Корр, відчуваючи постійні проблеми з машиною, не дивлячись ні на що, не бажав просто так здаватися.
Корр в кінці року перемагає в Circuit des Ardennes, які проходили в Бастоні, але поки тільки у своєму класі, випередивши ще 10 конкурентів, причому найближчого він обійшов на цілу годину.
У 1903 році марафон Париж-Мадрид збирає 274 екіпажі. Від фірми «Corre» було заявлено 7 екіпажів: 5 машин були оснащені 2-циліндровим мотором, об'ємом 2.4 л і потужністю 12 к.с., ланцюгів вже не було, замість них були кардани. На цих машинах, масою в 395 кг, виступали: Дюран, Корр, Аарон, Бушійе і Кокар. Ще дві машини цієї марки оснащувалися 4-циліндровим 16-сильним мотором, важили на 100 кг більше і виступали вони в іншому класі, управляли ними граф Еспель і Персон. Однак трагічні події, які відбувалися по ходу гонки, змусили уряд Франції зупинити їх у Бордо. До цього моменту Жан Корр був 60 в загальному заліку і 13 в своєму класі, Аарон — 81 і 17 відповідно, граф фінішував у Бордо 65 в загальному заліку і 16 в своєму класі, Персон приїхав 90, а в своєму класі він був 23.
Влітку 1903 року регламент гонок дозволяв виставляти не більше 3 машин однієї марки. Корр, граф Еспель і Персон беруть участь в гонках Арденни і всі три машини приходять до фінішу, але не на призових місцях.

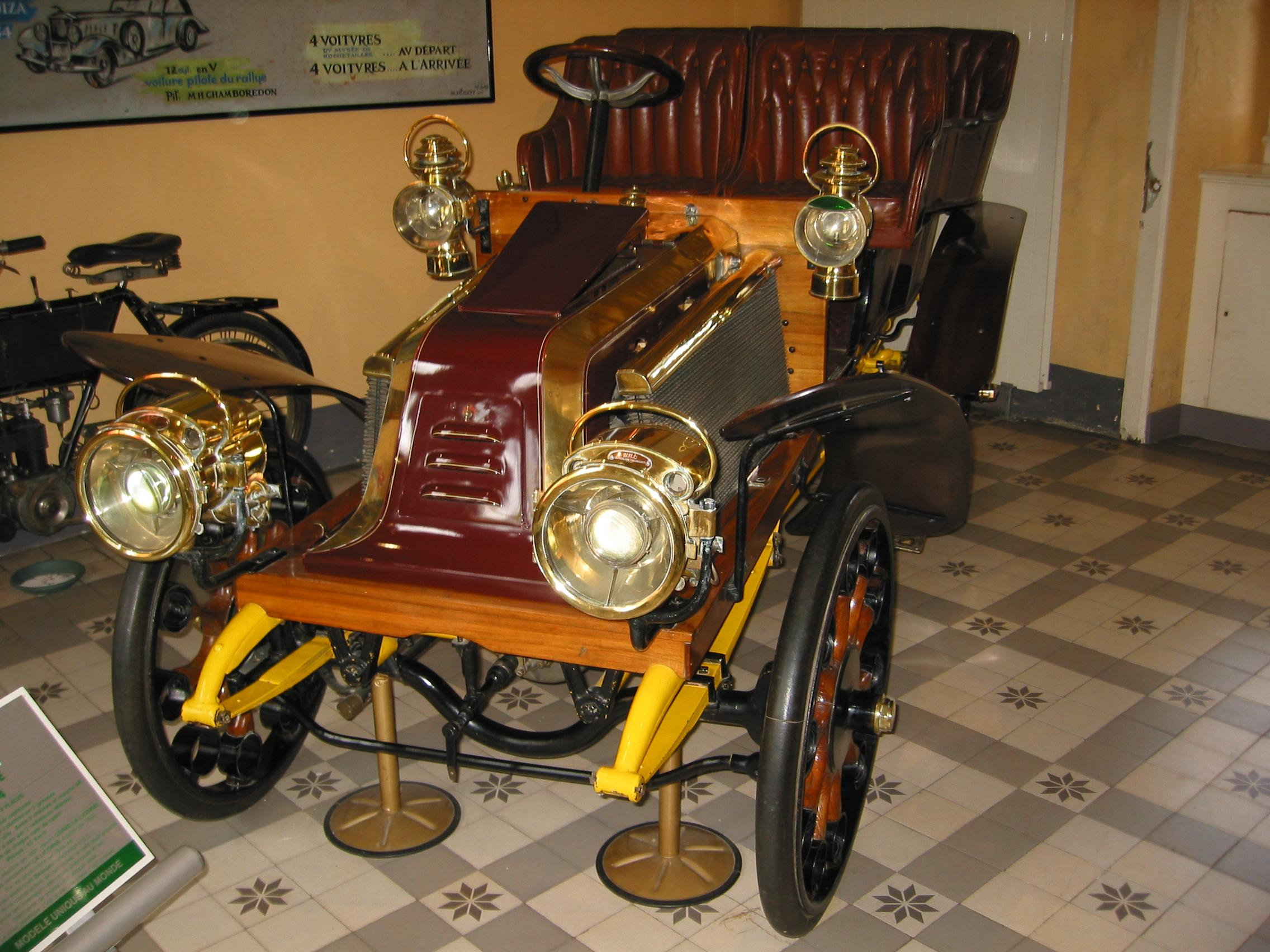
Corre Type E Tonneu

Тепер, коли Жан Корр був впевнений у своїй продукції, він готовий був вийти на автомобільний ринок. Однак серійні машини, як і гоночні, були схожі зовні на продукцію братів Рено: їхні машини мали два радіатора, які були розташовані з боків капота, за що отримали прізвисько «алігатор», а машина Корра мала ту ж систему. За це брати відразу подали до суду, нібито за плагіат.

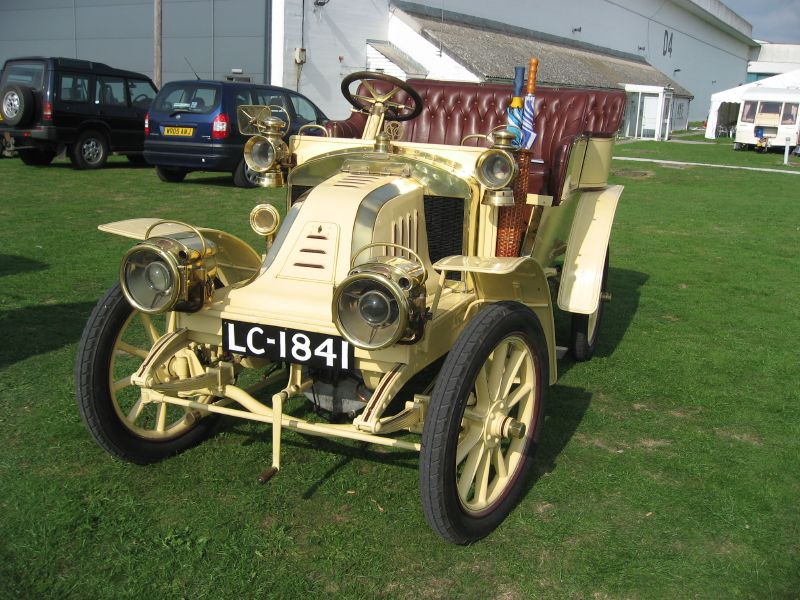
Corre Type G Tonneu

У 1905 році з'являється модель F, радіатор якої був вже поміщений за мотором, слідом з'являються моделі G, H 20CV з 4-циліндровим 2.4 л мотором.

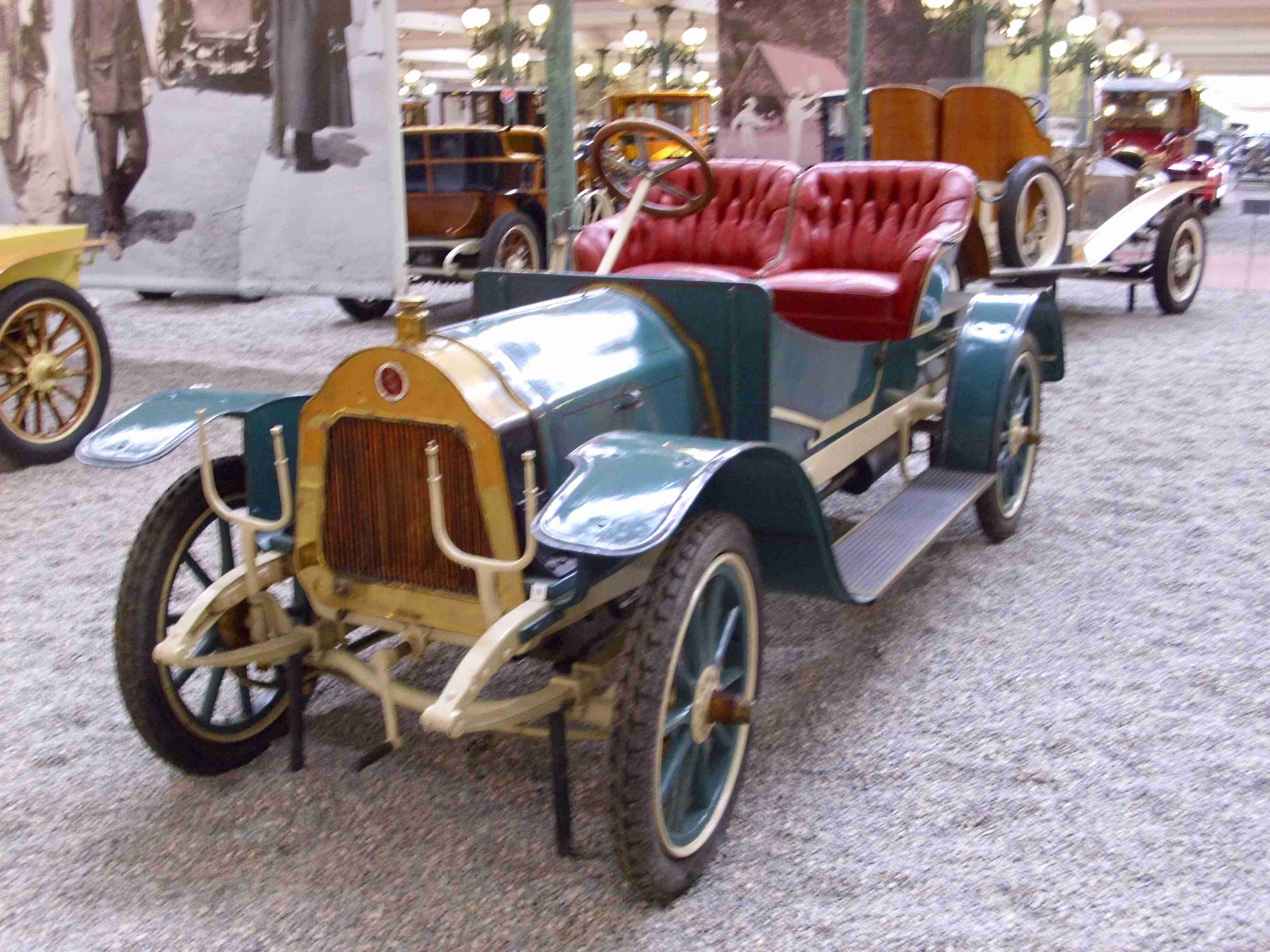
Одноциліндровий 1.3 л Corre Type J 8/10CV Sport

У 1906 році їх змінюють моделі J 8/10CV, K 10/12CV, L 15/20CV, LF 15/20CV, LG 15/20CV, LH 15/20CV і M 30CV, всі вони відрізнялися габаритами, типами кузова і моторами.

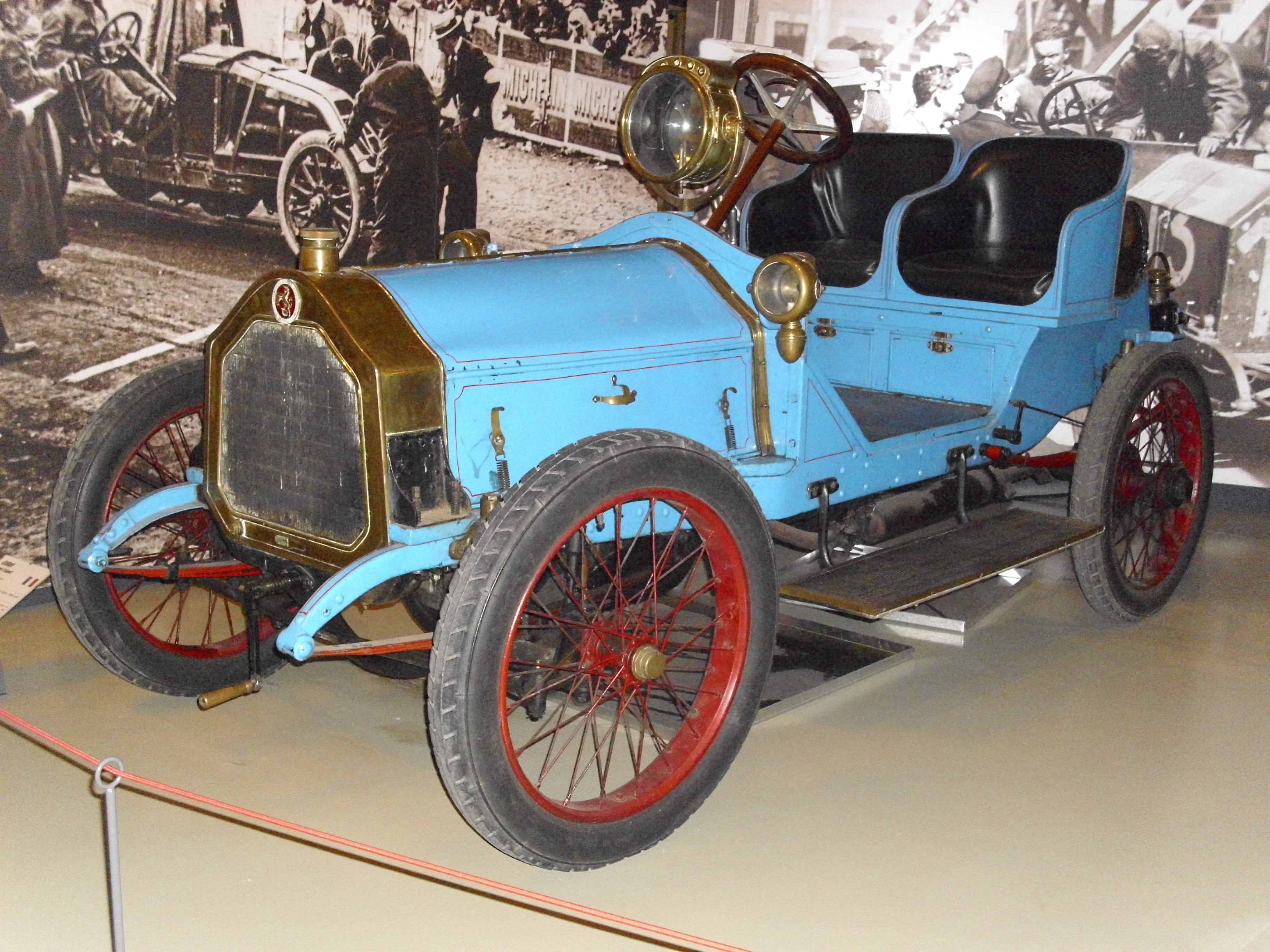
Corre Type J 8/10CV Sport

А для гонок в Арденнах підготовляється 10.6 л 4-циліндровий спортивний автомобіль С1, який розвивав потужність всього в 70 к.с., в той час як конкуренти знімали з цього об'єму всі 120—130 к.с., проте не мала потужність стала причиною провалу графа П'єра Д'Еспеля, а банальний дефект коробки передач, через який він був змушений зійти вже на першому етапі гонок.

## Автомобілі Corre La Licorne
Тяжби з братами Рено, що тривали вже не перший рік, ставлять на кін долю фірми, доходи Корра явно не покривали витрати, пов'язані з позовами з боку Рено, і він змушений був продати своє улюблене дітище. Один з практикантів-інженерів фірми — Вальдемар Листьєн, запропонував викупити підприємство своєму батькові Фірміну, який розбагатів на продажі тканин. Листьєн-старший, зваживши всі «за» і «проти», погодився на угоду, яка відбулася в 1907 році. Фірму перейменували в Compagnie Française des Automobiles Corre — La Licorne, a машини стали продаватися як Corre-La Licorne, де «La Licorne» перекладається як «Єдиноріг». Єдиноріг був зображений на геральдичному щиті сім'ї Листьєнів, його і вирішили помістити на емблему марки.
Сам же Жан-Марі Корр на виручені гроші заснував нову фірму — Corre et Cie. Його фірма стала випускати виключно 4-циліндрові машини і мотори під марками Corre, Le Cor або JC, крім автомобілів Корр продовжив виробництво своїх улюблених велосипедів. Випускав він свою продукцію до 1915 року, в цей рік у віці всього 51 року Жан-Марі помер, а його справу ніхто не продовжив через розпочату війну.
Босом фірми Corre-La Licorne став Фірмін Листьєн, проте незабаром він вирішив зробити головним свого сина, а в допомогу йому наймає інженера Бодо. Після відходу Корра Бодо береться удосконалити спортивну машину С1, її потужність доводять до 90 к.с., однак за кілька днів до Гран-Прі на Кубок Автоклубу Франції, який повинен був пройти в Дьєппі, граф Еспель потрапляє в аварію (не на цій машині), тоді льотчик Жозеф Колломб викликається вести цю машину. Однак Колломб, який не знав траси та й взагалі не сидів до цього за кермом цієї машини, заблукав, повернувши не там, де треба, так що довелося повертатися назад, втративши час, плюс після третього допу він втратив свої окуляри і, не знайшовши їх, вирішив продовжити гонку, за що мало не поплатився зором, пил, гудрон, смола та інші принади з дороги заліплювали його очі, з цієї причини йому довелося тричі зупиняти машину, щоб промити свої очі, але всупереч усім труднощам він зумів фінішувати 16 з 36 учасників.

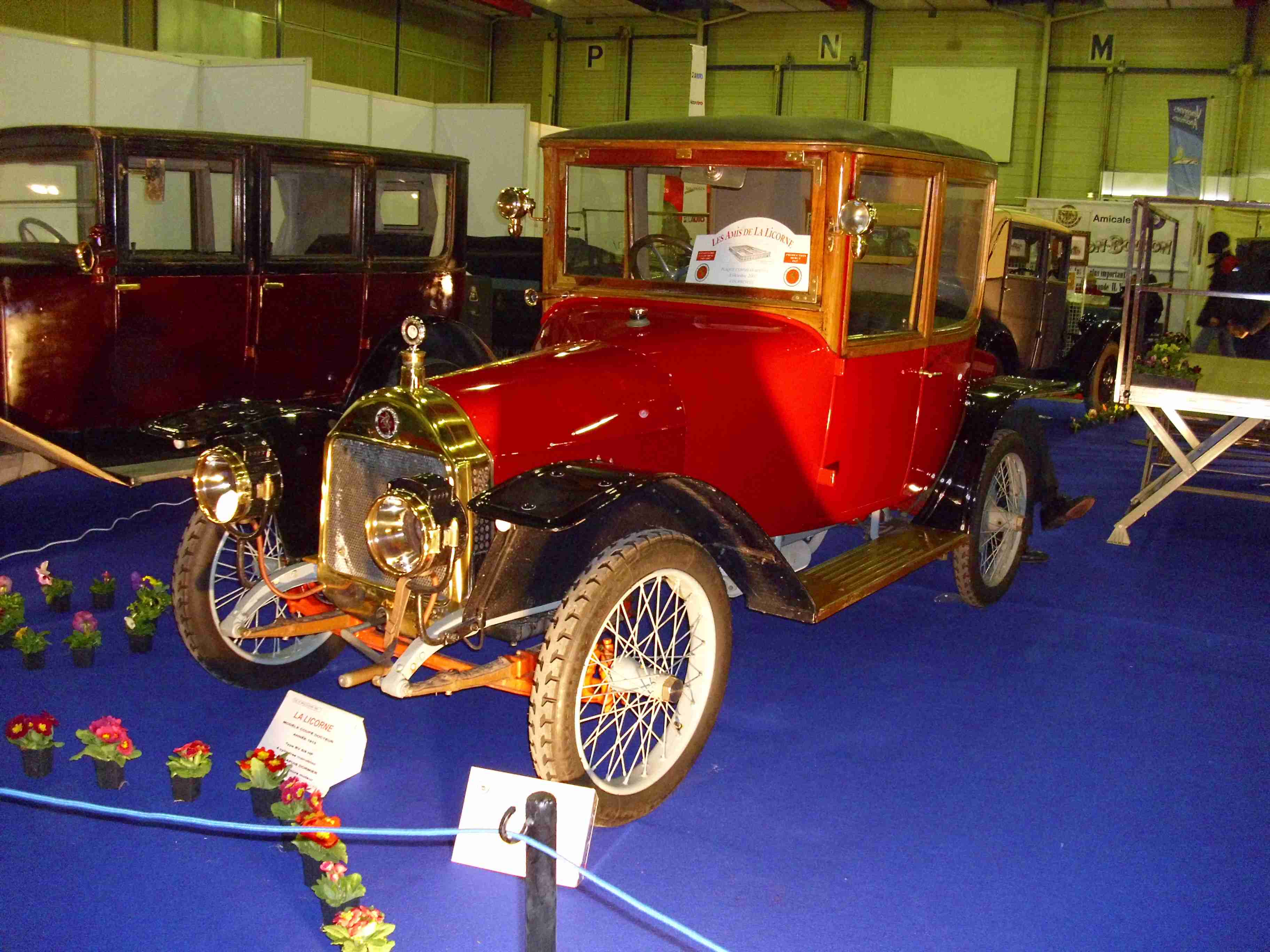
Corre La Licorne 1913 року

Після зміни власника замість «застарілих» моделей запускається ціла низка нових — це дві моделі з одним циліндром: 5CV і 8CV; а також 4-циліндрові 5CV, 8CV, 10CV, 12CV, 18CV і 30CV, всього 8 моделей. Поступово завод нарощує виробництво, якщо в 1907 році побудували 34 машини, то через рік — 104, а до 1910 року — вже 254 автомобіля. У 1910 році з'являється нова одноциліндрова модель (до цього часу вже багато фірм відмовляються від моноциліндрових моделей) — 10CV, разом з нею стартують продажі 4-циліндрових моделей 12CV, 14CV і 30CV.

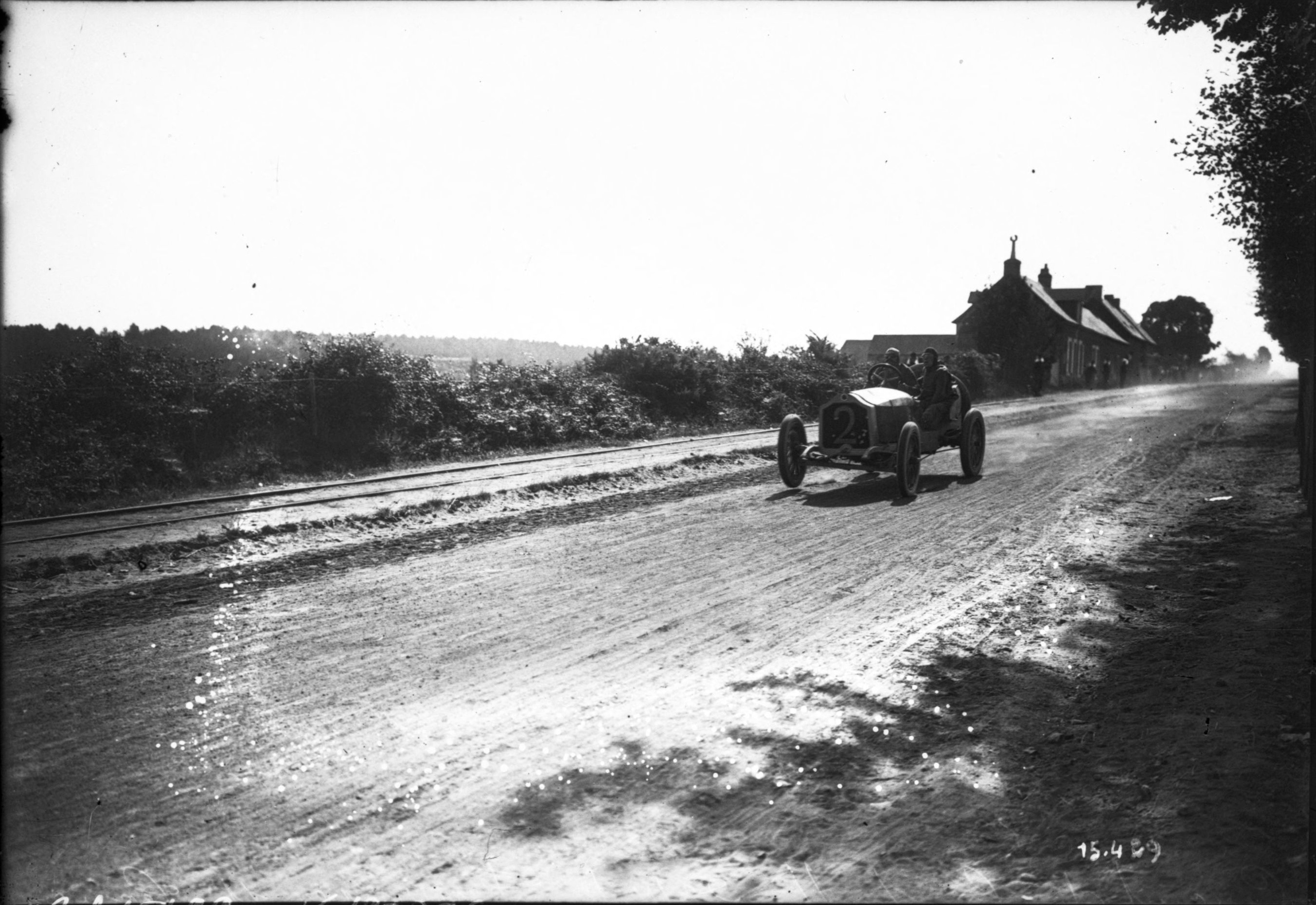
Моріс Фурньє на Гран-прі Франції 1911 року

Весь цей час машини цієї марки успішно брали участь в гонках, займаючи іноді призові місця. Не гребував сідати за кермо машин і сам директор фірми, так в 1908 році Вальдемар Листьєн виграв золоту медаль в одній з гонок. У 1911 році сталася трагедія з машиною цієї марки. Відомий гонщик, який ганяв не тільки на машинах, але і на мотоциклах, — Фурньє, брав участь у Гран-Прі Франції, механіком був у нього Анрі Лувель. До п'ятого етапу гонок Фурньє йшов у трійці лідерів, після того, як він проїхав 500 метрів від старту п'ятого допу, у його машини перегрівся двигун, місцеві жителі-глядачі продали йому відро з водою за 5 франків, щоб той міг залити її в радіатор. Поки Моріс заливав воду, його обігнав Емері, Фурньє вирішив його обігнати і помчав на всіх парах, розвинувши швидкість в 100 км/год, але раптом в якийсь момент піввісь зламалася навпіл і змусила машину здійснити кульбіт. Фурньє і Лувель вилетіли з машини, водій загинув відразу, але Лувель, який опинився під уламками машини, що загорілася, був живий, коли приспіли медики, але пізніше від численних травм і опіків він помер у лікарні.
Виробнича гамма цього періоду була дуже різноманітною. Не збереглося жодної систематизованої бази даних, відомо, що машини мали двигуни фірми De Dion Bouton, Chapuis-Dornier і Ballot. У 1913 році на Тур де Франс команда «Корр Ля Лікорн» зайняла перше командне місце.

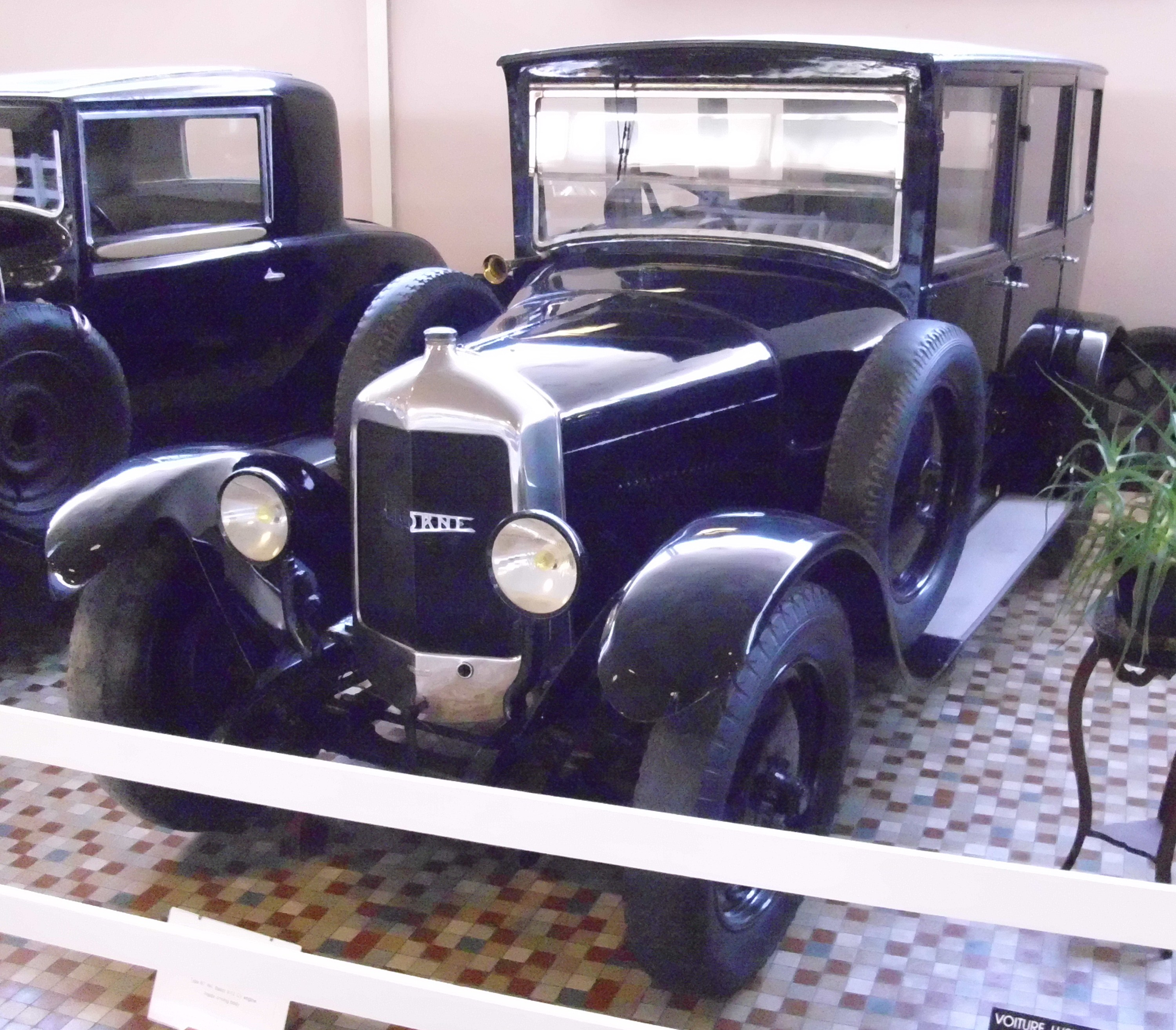
Corre La Licorne 9/12CV (B7W4)

З початком війни фірма переключилася, як і багато інших, на військову продукцію, після війни фірма переїжджає в Нійе, де з 1918 року продовжили виробництво довоєнних машин, але вже в 1920 році у виробничій гамі стало всього 3 моделі: дві машини з моторами фірми Ballot — 9/12CV з 1.7 л і 12/15CV з 3.0-літровим двигуном, і 1.4 л варіант з мотором фірми SCAP — 8/10CV.

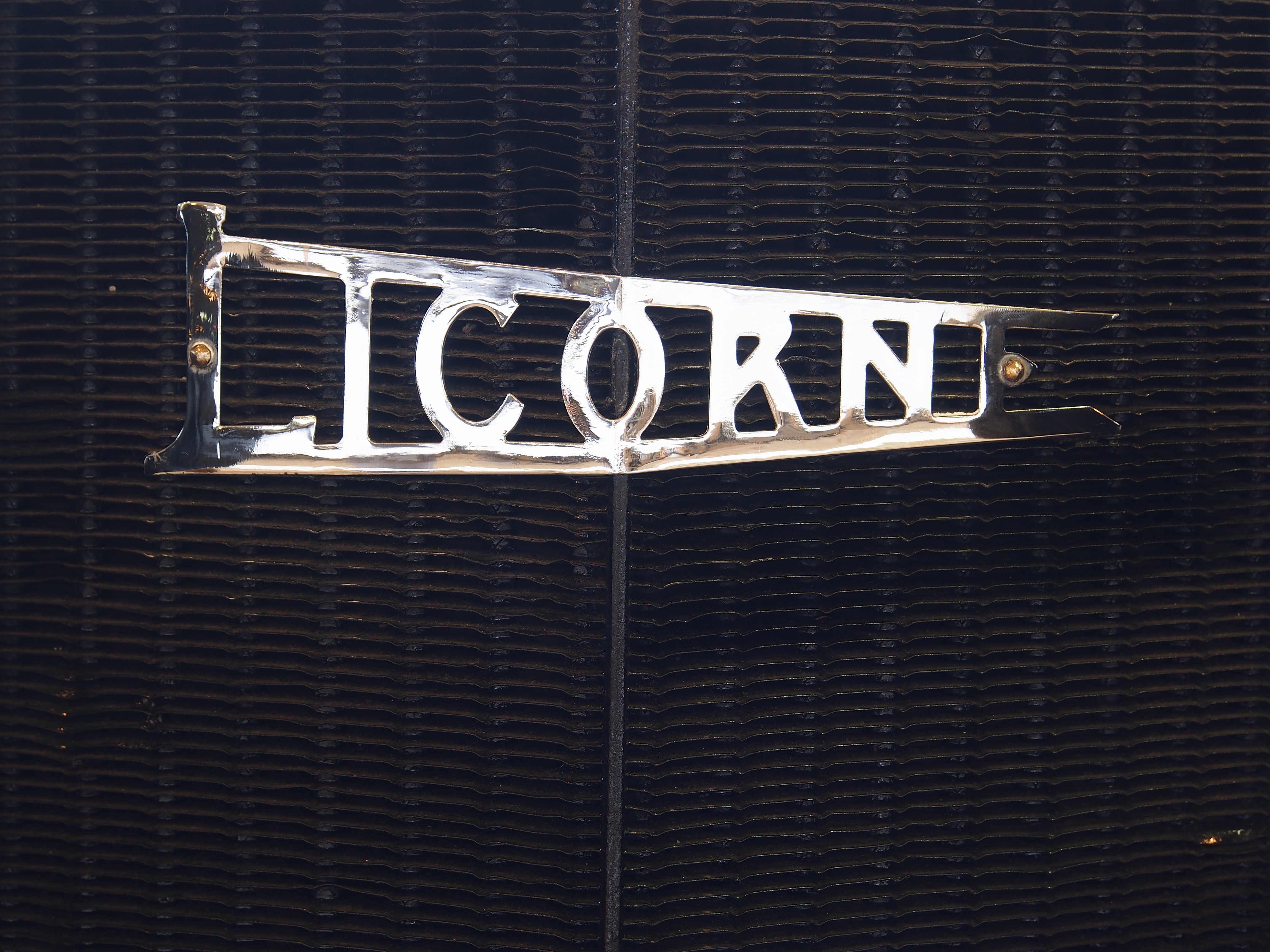
Логотип Corre La Licorne

А на базі моделі 8/10CV почалося виробництво «вантажних» варіантів, предтечі сучасних універсалів, це був кузов торпедо, який мав дерев'яні бортові боковини кузова.
Машина стала настільки популярною серед дрібних фермерів і підприємців, що фірма «Citroёn» взяла дизайн кузова, ставши випускати автомобілі подібного типу. 
Машини цього покоління (20-х років) мали заводські індекси B7W3, B7W4, B7WR3 або V14W3, V14W4, V14WR3, V16W4 тощо. Індекс «B» мали машини з моторами фірми Ballot, W3 або W4 означало кількість передач в коробці. Літеру «V» несли варіанти з моторами фірми SCAP, причому 14 мотори мали бічні клапани, а 16 були з верхнім розташуванням клапанів.

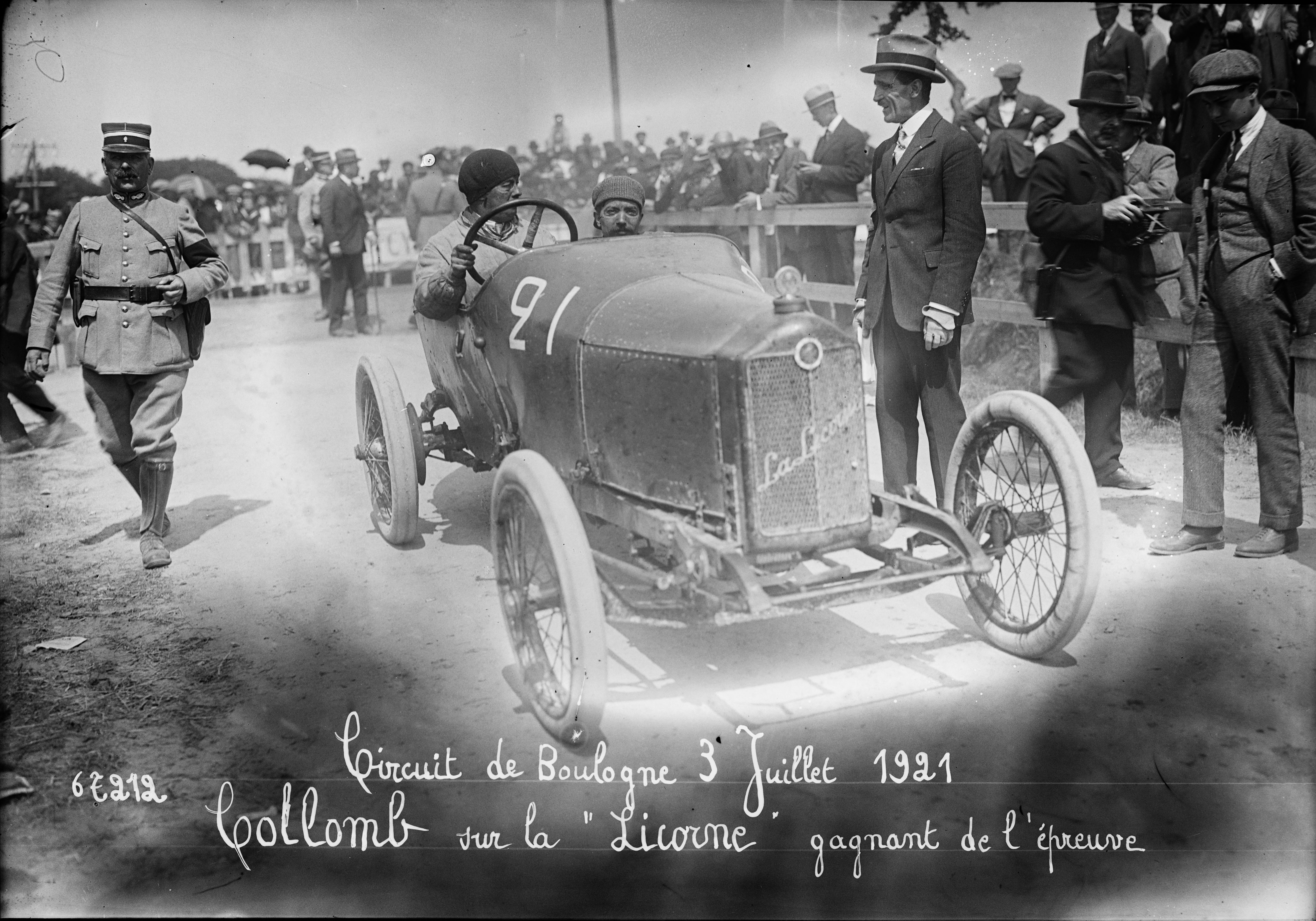
Corre La Licorne Type BV

У 1920 році Колломб отримав нову спортивну машину з 1.4 л мотором, яку спроектували ще до війни. Виступаючи на Ле-Мані цього року, Колломб показував непоганий результат, проте змушений був зійти з траси через поломку зчеплення, гонку в цьому класі виграв Фрідріх на «Бугатті», проте найкращий час кола було показано «Єдинорогом».
Через рік Колломб взяв реванш, обійшовши спортивних «чистокровок» «Бугатті». 
У 1922 році з'являється модель 10CV, яка оснащувалася 1.7 л мотором і 4-ступінчастою коробкою передач, ця машина, крім іншого, була оснащена стартером, електричним освітленням і за замовленням гальмами всіх коліс. Протягом 5 років машини показували чудові результати на трасах, а 1925 рік став апофеозом, коли на Тур Де Франс 3 машини цієї марки фінішували першими, тримаючи відстань один від одного до чотирьох метрів, ці машини оснащувалися 1.5 л 6-циліндровими моторами SCAP, які мали по два верхніх розподілвала.

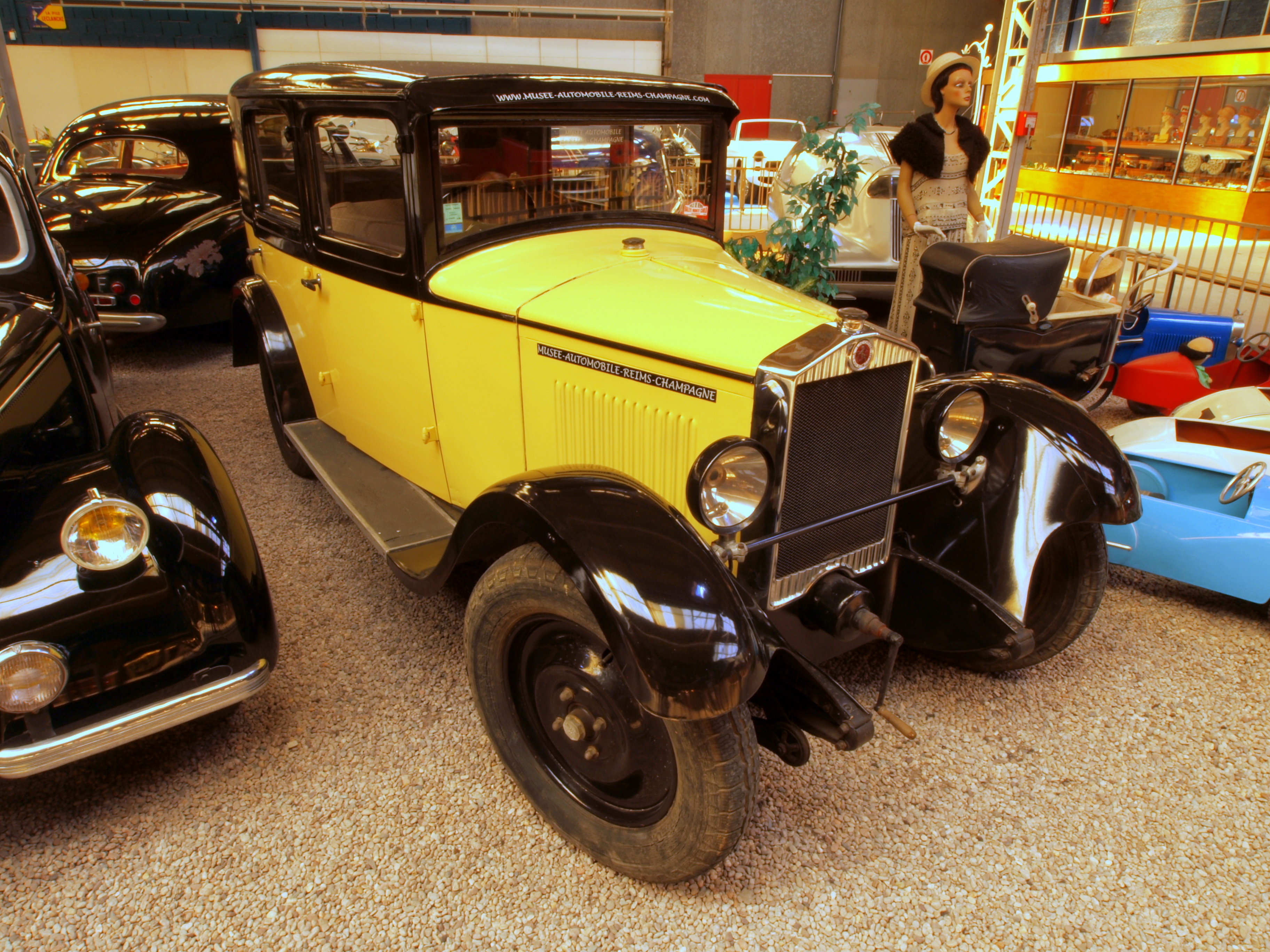
Corre La Licorne 5/6СV HO2 Biarritz

У 1926 році фірма починає виробляти вантажні автомобілі, але за допомогою фірми Laffly, а через рік переїжджає з Нійе в Париж. Там підготовляється нова машина з 900-кубовим 4-циліндровим мотором власної розробки. Машина оснащувалася діностартером (генератор і стартер в одному корпусі), мотор мав термостатне охолодження.
Не дивлячись на те, що це була маленька машина, вона була далеко не дешевою, а скоріше статусною, що показувало і праве розташування керма. До того моменту масові французькі машини мали вже ліве розташування керма, але виробники ексклюзивних і дорогих машин у Франції продовжували будувати машини з правим кермом, а деякі ставили кермо праворуч і після Другої світової війни, аж до 50-х. Також на ексклюзивність вказували власні імена кузовів: Fémina (відкритий варіант), Biarritz (закритий) або Boulangère (фургончик).

## Автомобілі La Licorne
У 1930 році фірма переїжджає в Курбевуа і вирішує продавати свої машини під маркою La Licorne. А на трасі Монте-Карло до загального здивування в цьому році перше місце займає 900-кубова машинка з кузовом «Феміна». Анрі Петі обійшов конкурентів, які сиділи за кермом куди більш потужних автомобілів типу Studebaker, Chenard-Walcker, Talbot, Bentley або Bugatti.

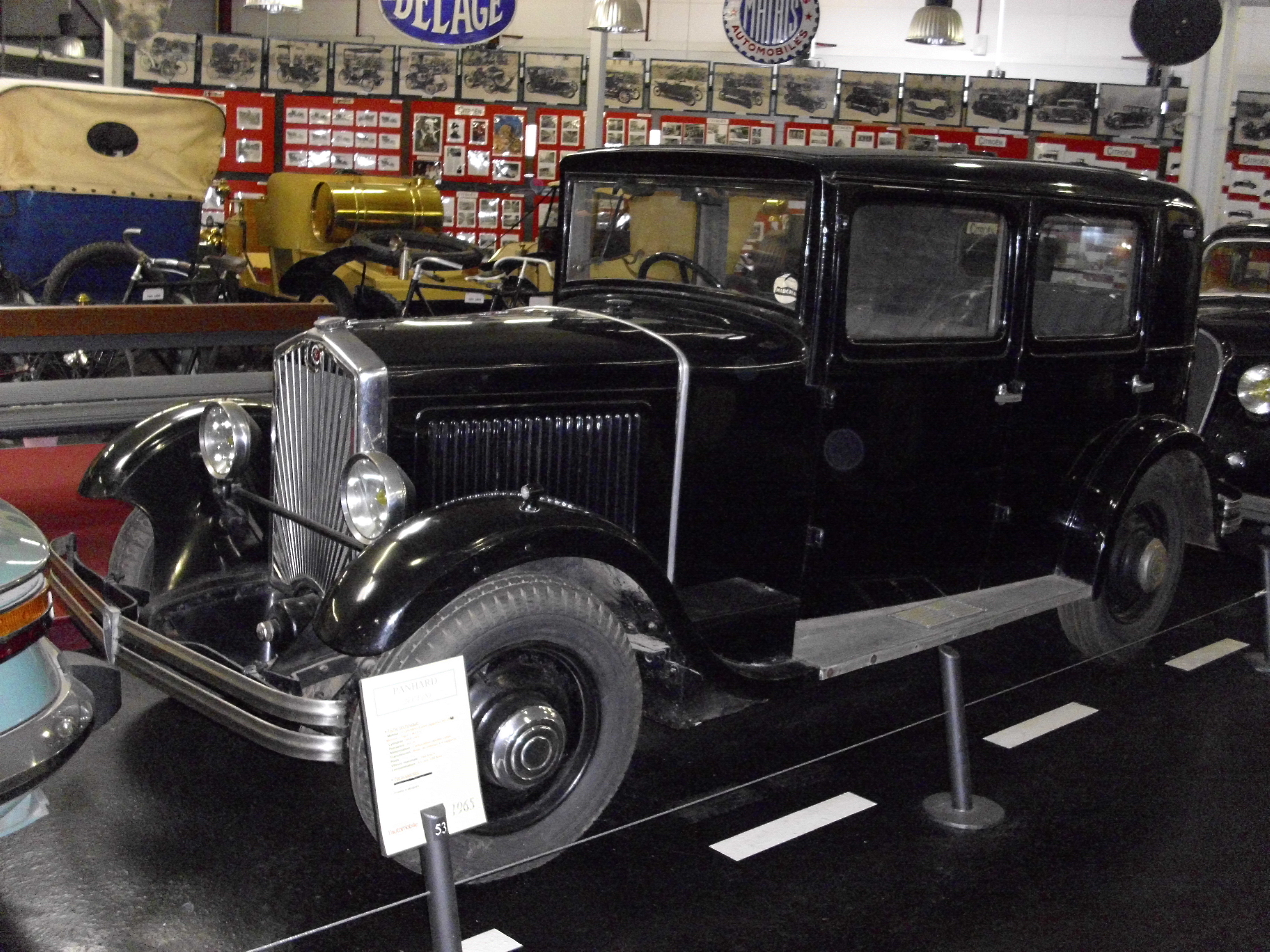
La Licorne 6/8СV LO4

Через рік з'являється більш потужна 1.1 л версія молодшої моделі: LO4 6/8CV. На відміну від 900-кубової версії, діностартер кріпився до мотора через гумові подушки, щоб знизити шуми.
Так само, як і у HO2, кузови мали власні назви: Week-End, Opéra, Deauville або Trianon. Останній — це 4-дверний кузов седан, який встановлюється тільки на LO4, у більш слабкої машини такого кузова не пропонували. Крім того, на базі 6/8CV з'являються ще дві моделі: L760 і LRW, які відрізнялися типами кузовів та наявністю гальм на всіх колесах. Тоді ж у співпраці з фірмою Laffly починається виробництво і омнібусів. 
У 1932 році і без того вже широкий модельний ряд розбавляють більшими моделями L750 і L764. Обидві були оснащені моторами, об'ємом 1.5 л, але перша модель мала базу коліс в 2.6 м і кузови з назвами: Rivoli, Trianon і Provence; а друга машина оснащувалася 4-ступінчастою коробкою передач, подовженою на 15 см базою й іншими позначеннями своїх кузовів: Longchamp, Opéra, Sical або Deauville.

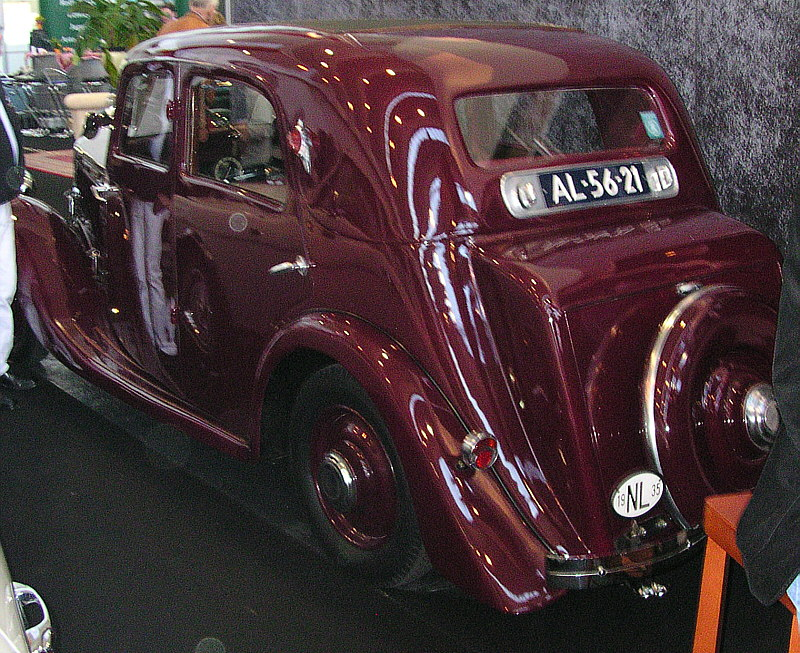
La Licorne L415 8CV Rivoli

У 1934 році машини проходять оновлення, вони отримують: більш низьке шасі, незалежну підвіску передніх коліс, гідравлічні амортизатори, похиле розташування радіатора, передні двері тепер відкривалися по модному «суїцидному» типу. Ці машини отримують в кінці цифрового позначення індекс «S».
Варіанти цих машин, що оснащувалися кузовами купе роботи ательє «Duval», стали називатися: L6 6CV з 1.1 л мотором і L8 8CV з 1.4 л. 

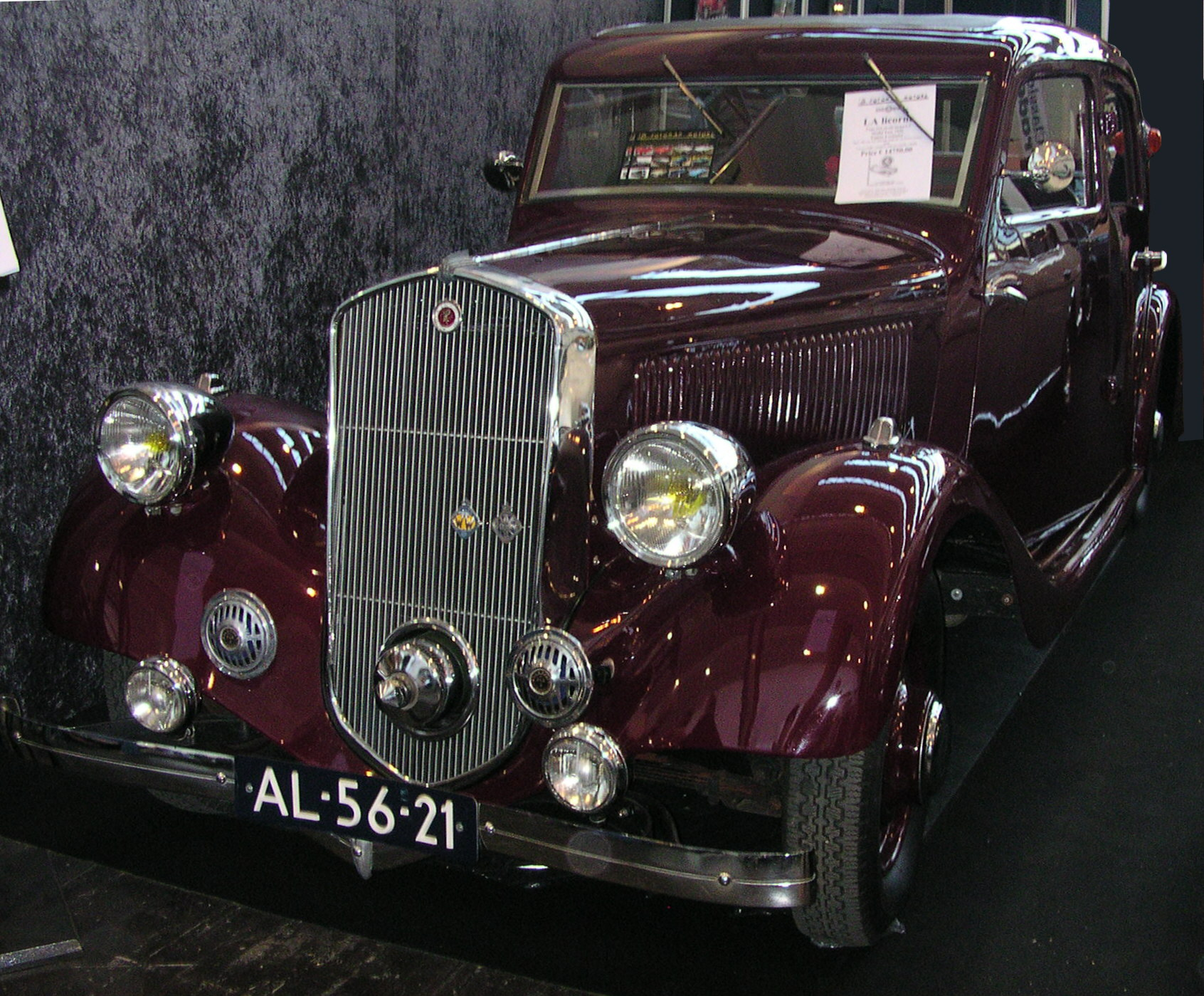
La Licorne L415 8CV Rivoli

Крім цього, у виробничій програмі з'явилися машини серії CL311 6CV і CL315 8CV; L415 8CV з 1.4 л мотором, L418 10CV з 1.8 л мотором і L420 11CV, на який стали ставити 2-літровий мотор від «Сітроена»; серія W, що складалася з моделей W15, W18 і W20, повторювала технічно серію L, з тією лише різницею, що мала 6-місні кузови. Кузови поставляла фірма Etats-Unis.
У 1936 році з'явився варіант L424/W24 з 2.4 л мотором, потужністю 70 к.с.. У цей час випускаються досить симпатичні і красиві автомобілі з різноманітними кузовами, які завойовують призові місця на конкурсах елегантності: кабріолети Victoria, Week-End і Femina; купе La Balle, Biaritz, Opera і Deauville; крім них були і седани: Rivoli, Longchamp і здоровенний Famililale.

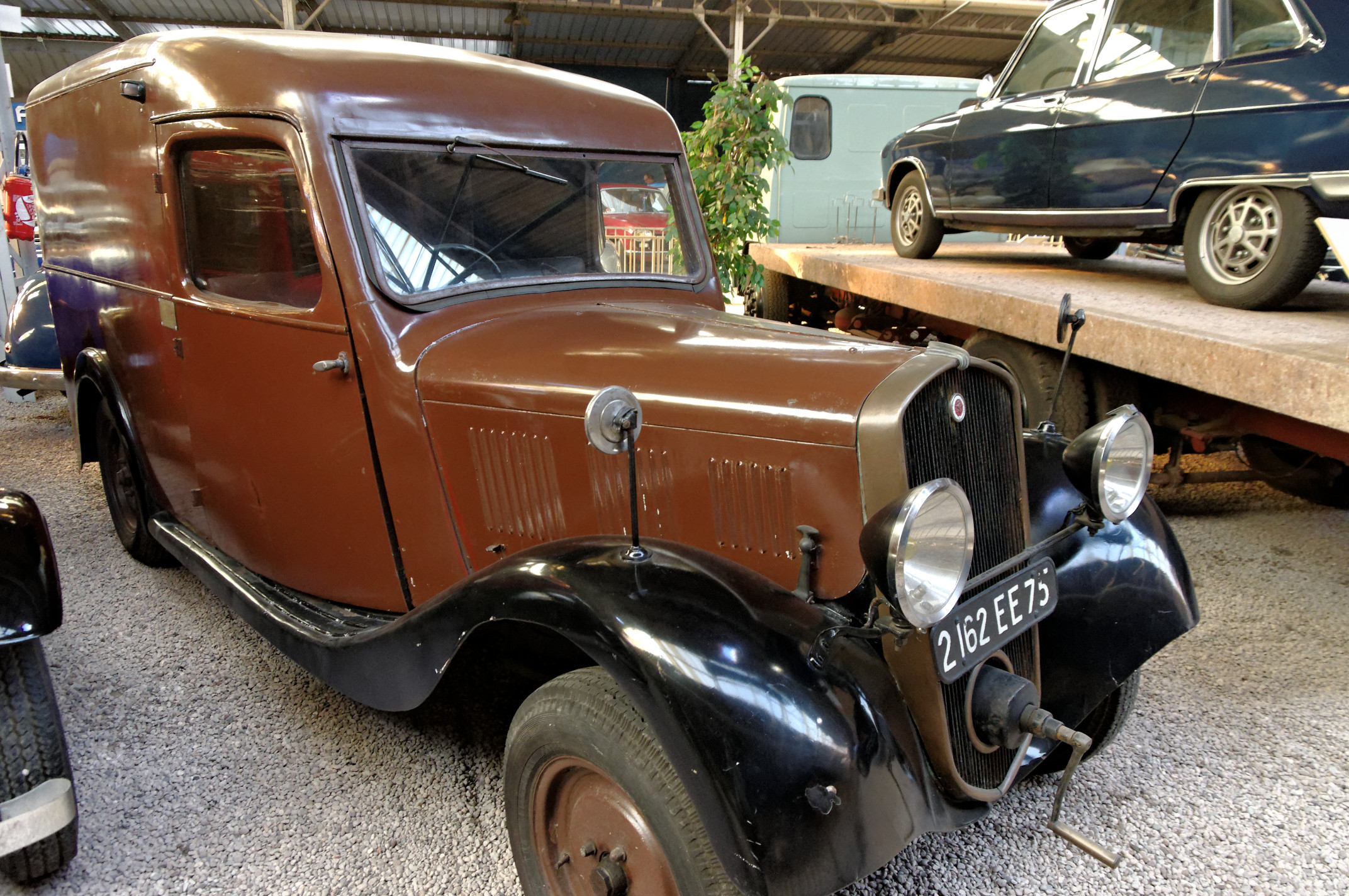
La Licorne L415 8CV Commerciale

Але з якихось причин вже до кінця року кооперація з Citroёn зайшла так далеко, що ті стали з початку 1937 року поставляти не тільки мотори, але у кузови фірмі La Licorne. Кузови від моделей Traction Avant мали несучу конструкцію, так що La Licorne довелося переробляти структуру кузова, щоб встановити кардан до заднього моста, оскільки «Сітроени» до того ж були передньопривідними. Візуально La Licorne від Citroen можна було відрізнити за іншою решіткою радіатора і за підніжками, а також за правим розташуванням керма. Машина з Курбевуа була куди дорожчою «Сітроена», зате пасажирам машини це компенсувалося дорожчою обробкою салону і більш низьким рівнем шуму в ньому.
У 1937 році гама моделей складалася виключно з модельного ряду, який мав кузови від Citroen Traction Avant. Спочатку в каталогах значилися серії: CL311 і CL315, оснащені старими моторами 1.1 і 1.5 л, ці моделі оснащувалися кузовами Rivoli, Femina і 4-місний кабріолет — Week-End Junior; серія L складалася з моделей 415, 418, 420, 424 і відповідно з моторами об'ємом 1.5, 1.8, 2.0 і 2.4 л, ці машини мали ті ж кузови, знайомі за молодшою лінійкою — Rivoli, Femina, Week-End Junior, а також в добавок седан з довгою базою — Normandie, і кабріолет також на довгій базі — Week-End Grand Modele. Серія W оснащувалася тими ж моторами, що і серія L, за винятком півторалітрового, проте мала всього один тип кузова — Labourdette, запозичений від 6-циліндрової подовженої моделі «Сітроена TA», який мав по 3 бічних вікна і 6 посадочних місць в салоні. Пам'ятаючи популярність у дрібних комерсантів розвізних автомобілів, фірма пропонувала автомобілі з кузовами Rivoli та Normandie і в розвізному варіанті, які носили приставку Commerciale. Ці машини, які зовні практично не відрізнялися від седанів, насправді мали стулки в задній частині кузова, з яких одна половинка піднімалася нагору, а друга опускалася вниз, приблизно як на сучасних «Рейндж Роверах».
Проте вже в 1938 році серія 300 отримує нові мотори, об'ємом 1.6 і 1.9 літра, обидва від «Сітроена». Машини стали називатися CL316 9CV і CL319 11CV, крім іншого, модель з 1.9 л мотором тепер можна було замовити і з кузовом седан з подовженою базою — Normandie, від більш старшої лінійки. У старших же моделей з виробництва знімають саму топову версію з 2.4 л 70-сильним мотором, але при цьому додавши в асортимент 1.9 л мотор «Сітроена». На замовлення всі моделі могли оснащуватися електромагнітною коробкою передач фірми Cotal.

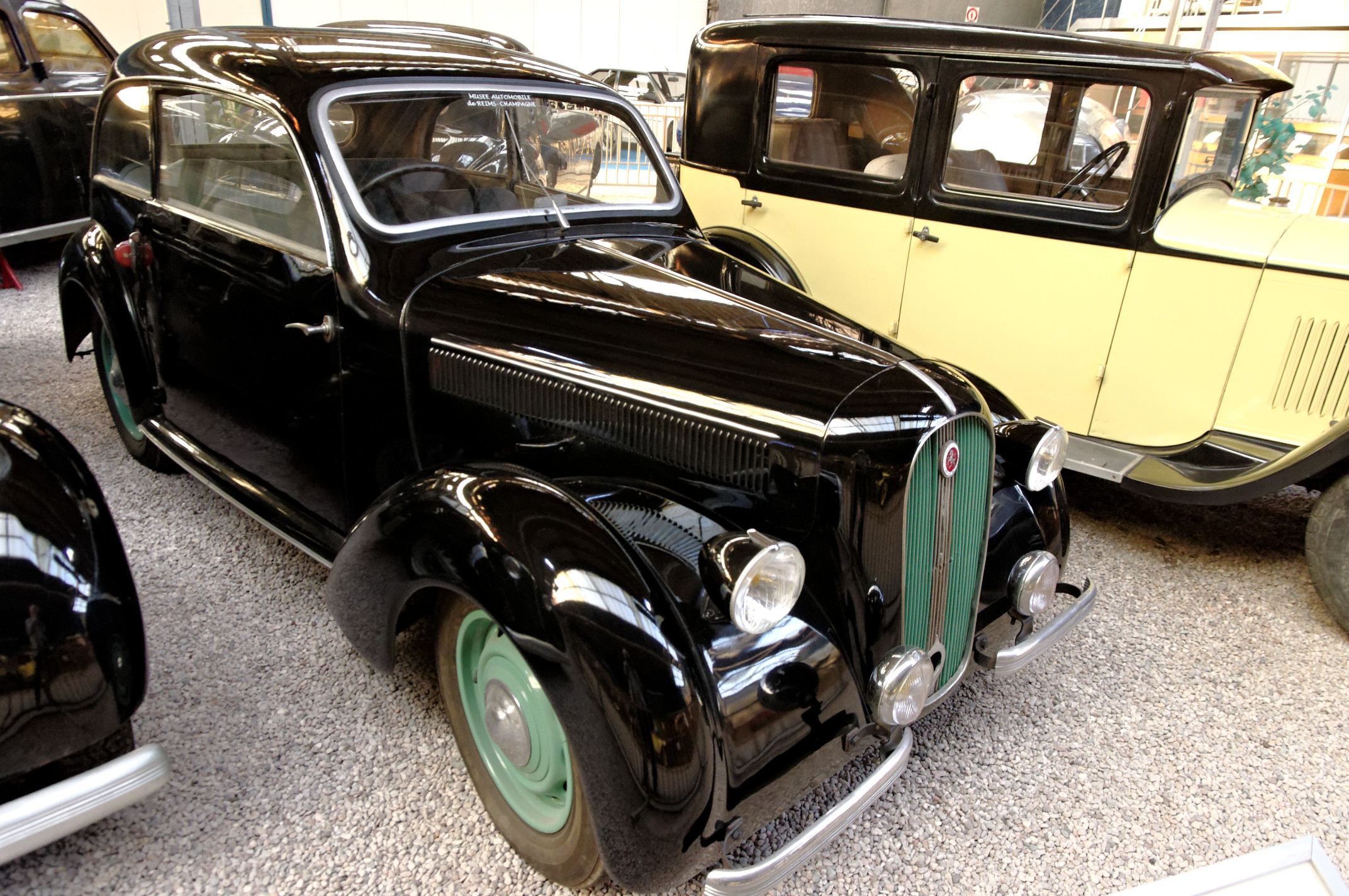
La Licorne А163 9CV

У 1939 році з'явилися моделі A114 6CV і А163 9CV, перша оснащувалася 1.1 л мотором власного виготовлення, друга — 1.6 л мотором фірми «Сітроен». Машина оснащувалася передньою незалежною підвіскою, гідравлічними амортизаторами, але тросовими механічними гальмами.
Що цікаво, слабший варіант оснащувався 4-ступінчастою коробкою, в той час як з 1.6 встановлювали 3-ступінчасту. Крім цього йшли проекти з впровадження в цей кузов мотора, об'ємом 1.9 л, але далі дослідів справа не пішла. Панель приладів в цій машині використовувалася від Citroën. 

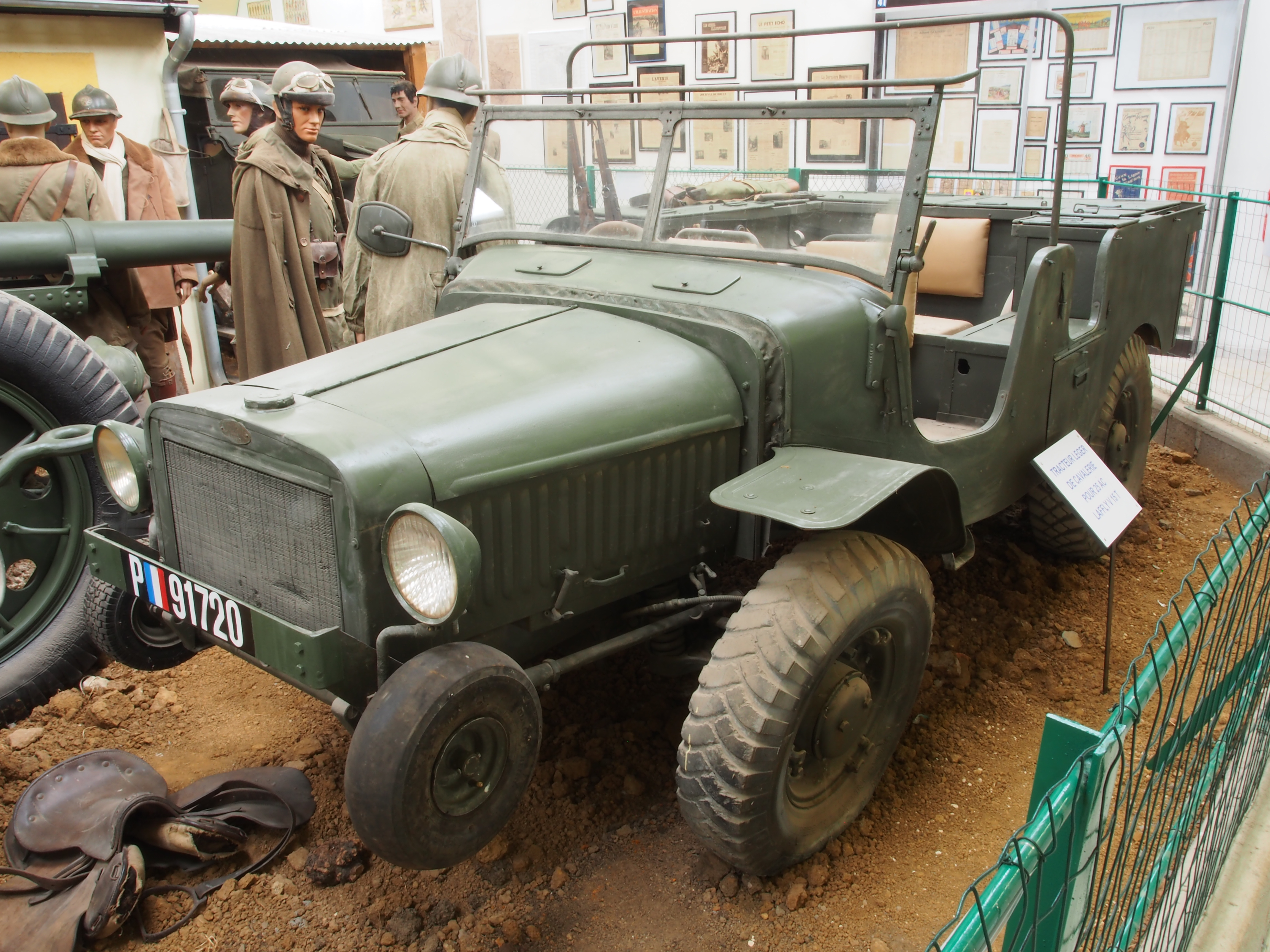
Laffly La Licorne V15T

Тоді ж завод починає виробництво на замовлення військових позашляхової машини, яку розробила фірма Laffly. Ця фірма і раніше співпрацювала з фірмою з Курбевуа, але у сфері вантажних машин. Машина оснащувалася 2.3 л мотором фірми Hotchkiss і мала специфічну конструкцію.
У 1940 році було вироблено всього 25 легкових автомобілів, виробництво машин опускалося до нуля, проте в 1941 році починається співпраця з компанією Mildé-Krieger, яка спеціалізувалася на електромобілях. У модель А163 встановили електромотор, 48 акумуляторів і стали цю продукцію продавати під назвами La Licorne Mildé-Krieger AEK і Aeric Type AEA, але такий апарат міг максимум розвивати 40 км/год.
Крім цього, збирали і фургони серії WEK з дерев'яними кузовами, які поставляв іменитий кузовщик Анрі Шапрон, для нього це був хоч якийсь заробіток у важкий воєнний час. Ці машини також мали електричну тягу.
У 1942 році сімейство Листьєнів, які основні гроші все ще заробляли текстилем, терпить сильні збитки через військові дії і було змушене автомобільну компанію виставити на продаж. Пропозицією скористався ніхто інший, як Етторе Бугатті, який вважав, що завод у Мольсаймі був загублений назавжди (його приватизували німці), а після війни він розраховував відновити виробництво своїх машин, оскільки до цього часу він нарешті прийшов до тями після трагічної смерті свого сина.
У 1943 році фірма випускала тільки легкі вантажні автомобілі вантажопідйомністю в 1 т сімейства LRB. У цих вантажівок кабіна була над мотором, який був електричним.

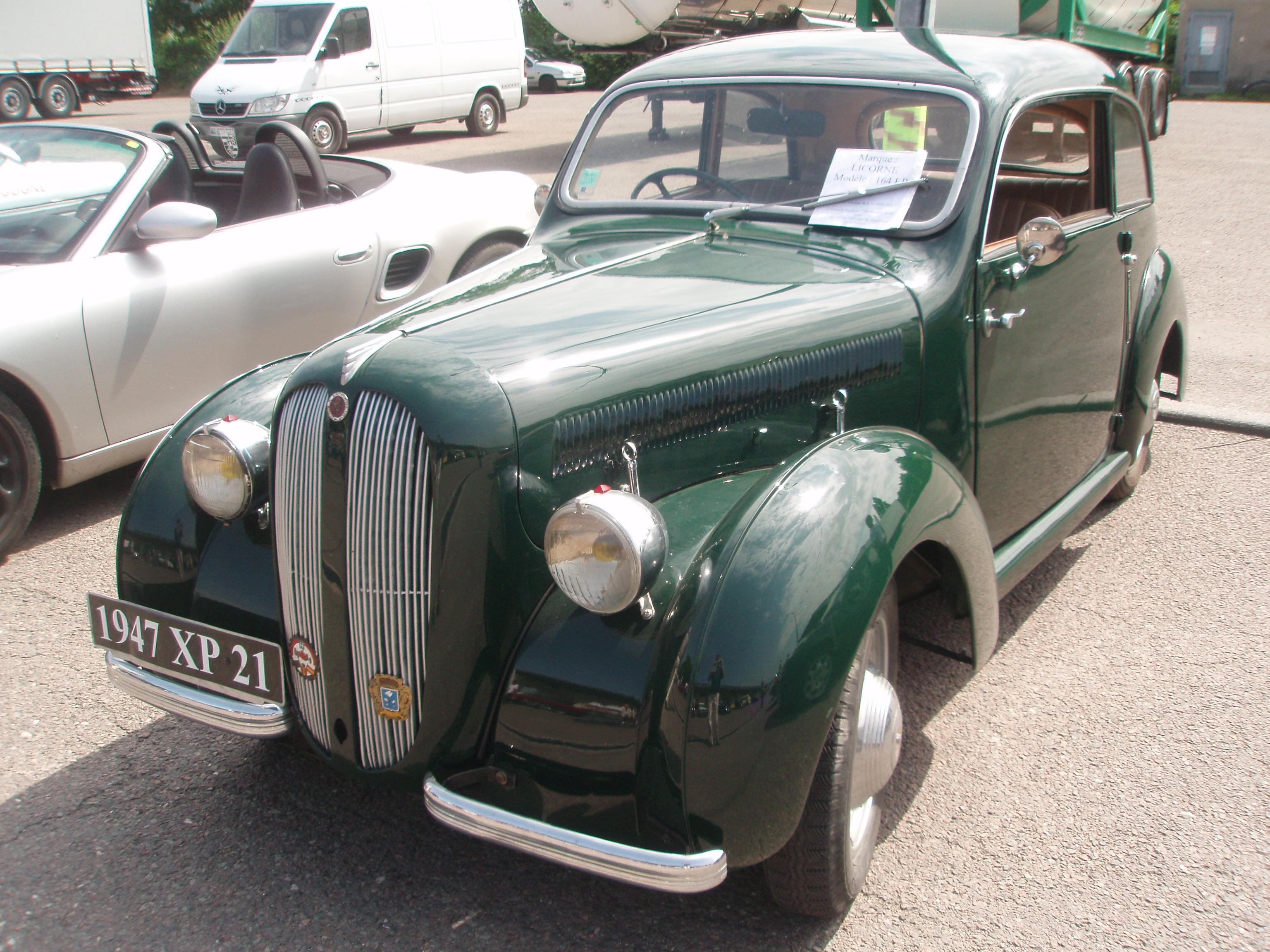
La Licorne LR164

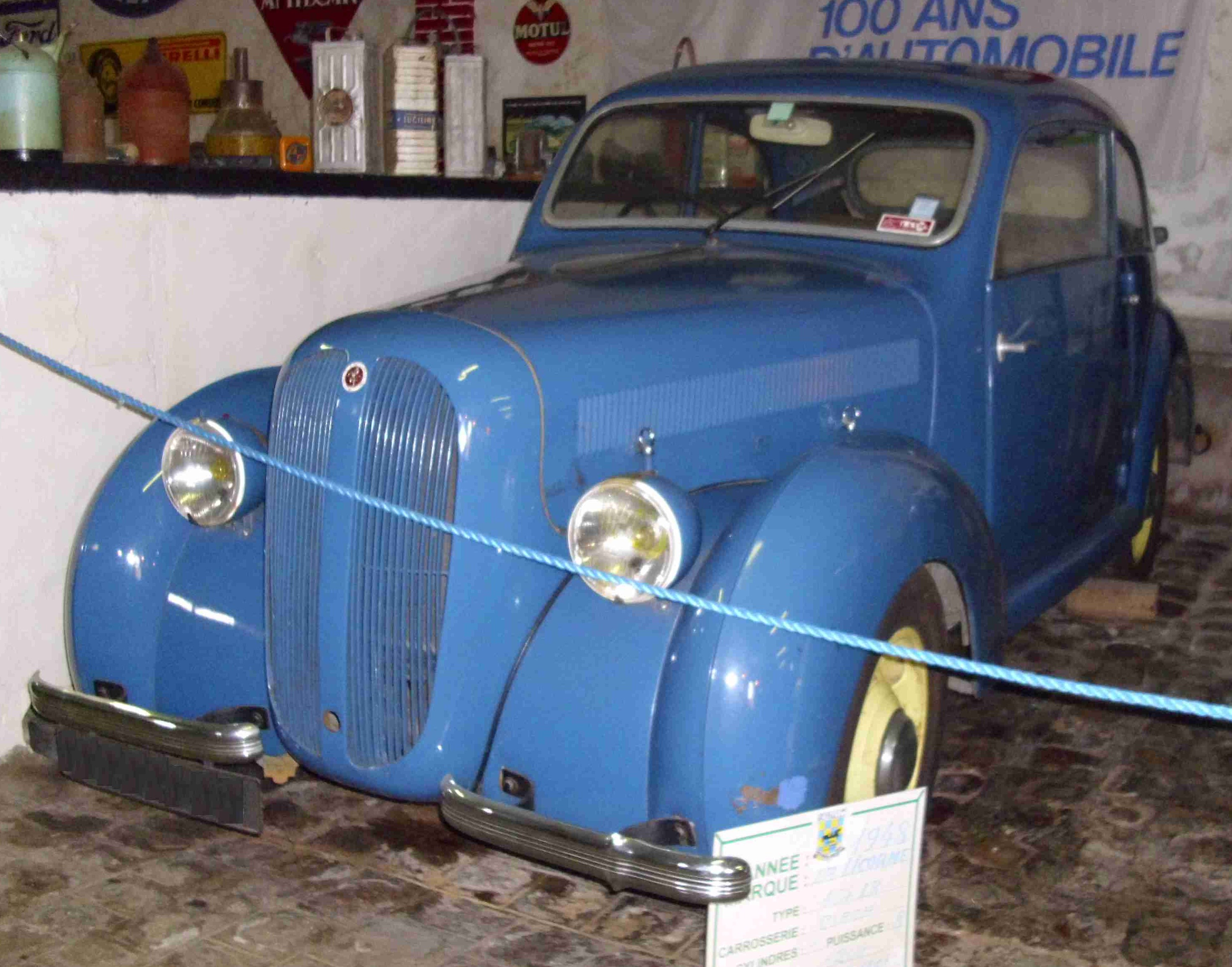
La Licorne LR164

У 1946 році Етторе Бугатті продає фірму мсьє Лебону, який сколотив гроші на газі. Компанія переїжджає в Сен-Дені, де в серію запускають всього одну модель — LR164. По суті це був довоєнний A163, який зовні відрізнявся іншим дизайном решітки радіатора, а як двигун тепер ставився не «Сітроен» 1.6, а старий 1.45 л мотор власної конструкції, оскільки «Сітроен» відмовляється відновлювати співпрацю з La Licorne. У 1947 році фірма відновлює виробництво вантажних машин і починає випускати бульдозери за ліцензією фірми Mommendey. У 1948 році фірма виставляє на Паризькій виставці свою останню надію — LSL424. У машину встановили довоєнний 2.4 л мотор, який фірма припинила випускати ще в 1938 році. Однак французька преса починає звинувачувати фірму в плагіаті (як це було і на початку століття), цього разу дизайн машини копіював кузов Buick Roadmaster 1947 року.

## Припинення виробництва автомобілів. Закриття компанії
У 1949 році, не маючи можливості стати міцно на ноги, фірма припиняє виробництво автомобілів і тракторів, Лебон продає фірму компанії Berliet, яка стала випускати на куплених потужностях свої вантажівки, поховавши марку La Licorne, яка за всю свою історію випустила 187 моделей автомобілів в кількості всього 38000 штук, причому, 2/3 цього обсягу припало на другу половину 30-х років.
У 1963 році саму фірму Berliet купила компанія «Сітроен», яка продовжила випускати машини купленої марки, а ще через 11 років фірму Berliet у компанії Citroen викупила державна організація Renault. У 1980 році марка Berliet сама стала частиною історії, з заводу в Курбевуа зробили складські приміщення вантажного відділення фірми Renault. На логотипі цього підрозділу був зображений і відгомін минулого — єдиноріг.

## Список автомобілів Corre
- 1904 — Corre Type E
- 1905 — Corre Type F
  - Corre Type G
  - Corre Type H
- 1906 — Corre Type J
  - Corre Type K
  - Corre Type L
  - Corre Type LF
  - Corre Type LG
  - Corre Type LH
  - Corre Type M

## Список автомобілів Corre La Licorne
- 1907 — Corre La Licorne 5CV
  - Corre La Licorne 8CV
  - Corre La Licorne 18CV
- 1910 — Corre La Licorne 10CV
  - Corre La Licorne 12CV
  - Corre La Licorne 14CV
  - Corre La Licorne 30CV
- 1920 — Corre La Licorne 9/12CV
  - Corre La Licorne 12/15CV
  - Corre La Licorne 8/10CV
- 1922 — Corre La Licorne 10CV
- 1926 — Corre La Licorne HO2

## Список автомобілів La Licorne
- 1931 — La Licorne LO4
  - La Licorne L760
  - La Licorne LRW
- 1932 — La Licorne L750
  - La Licorne L764
- 1934 — La Licorne L6
  - La Licorne L8
  - La Licorne CL311
  - La Licorne CL315
  - La Licorne L415
  - La Licorne L418
  - La Licorne L420
  - La Licorne W15
  - La Licorne W18
  - La Licorne W20
- 1936 — La Licorne L424
  - La Licorne W24
- 1938 — La Licorne CL316
  - La Licorne CL319
- 1939 — La Licorne A114
  - La Licorne A163
  - Laffly La Licorne V15T
- 1940 — La Licorne Mildé-Krieger AEK
  - La Licorne Mildé-Krieger WEK
- 1943 — La Licorne LRB
- 1946 — La Licorne LR164
- 1948 — La Licorne LSL424